# Kadłubek (województwo mazowieckie)
Kadłubek – wieś solecka w Polsce położona w województwie mazowieckim, w powiecie lipskim, w gminie Sienno.
W latach 1975–1998 miejscowość administracyjnie należała do województwa radomskiego.
Mieszkańcy w 78% zajmują się rolnictwem: 23% trudni się hodowlą żywca, pozostała część tej grupy to sadownicy wiśni, aronii, maliny, jabłka oraz porzeczki.
Wieś zaopatrzona jest w wodę pitną i wodociąg lokalny; ma także dostęp do oczyszczalni ścieków. Niedaleko miejscowości (1,5 km) znajduje się wieża radiowo – telewizyjna z przekaźnikami telefonii komórkowej dla sieci Orange, Era, Heyah i Plus. Wieś jest położona w niedalekiej odległości od tras do takich miast jak Radom, Ostrowiec Świętokrzyski, Kielce i Lipsko.  Kadłubek korzysta z komunikacji PKS Ostrowiec Świętokrzyski. W miejscowości tej znajduje się także cmentarz ewangelicki osadników niemieckich, którzy zamieszkiwali niegdyś tę miejscowość. W miejscowości funkcjonuje sklep spożywczo-przemysłowy.
We wsi działa OSP Kadłubek typu S1 z 33 członkami czynnymi, 2 honorowymi, 2 wspierającymi, z samochodem GBA 2,5/16 Star 244 typ Jelcz 005. Przy remizie strażackiej działa świetlica w której spotyka się młodzież.
Wierni Kościoła rzymskokatolickiego należą do parafii Matki Boskiej Częstochowskiej w Gozdawie.